# 博奥塔潘迪
博奥塔潘迪（Boothapandi），是印度泰米尔纳德邦甘尼亚古马里县的一个城镇。总人口14721（2001年）。

## 人口
该地2001年总人口14721人，其中男性7298人，女性7423人；0—6岁人口1382人，其中男687人，女695人；识字率81.54%，其中男性为83.98%，女性为79.13%。